# Małgorzata Panek-Kiszczak
Małgorzata Panek-Kiszczak (ur. 6 stycznia 1965 r. w Bystrzycy Kłodzkiej) – polska kompozytorka, wykładowca akademicki, nauczycielka związana ze szkołami muzycznymi na ziemi kłodzkiej.

## Życiorys
Urodziła się w 1965 roku w Bystrzycy Kłodzkiej. Ukończyła tam w 1980 roku Szkołę Podstawową nr 1, po czym kontynuowała dalszą edukację w Ogólnokształcącej Szkole Muzycznej im. Karola Szymanowskiego we Wrocławiu. Tam też w 1984 roku zdała pomyślnie egzamin maturalny. Następnie podjęła studia na Wydziale Kompozycji, Dyrygentury, Teorii Muzyki i Muzykoterapii Akademii Muzycznej im. Karola Lipińskiego we Wrocławiu na kierunku kompozycja i teoria muzyki ze specjalnością kompozycja. Ukończyła je zdobyciem w 1990 roku tytułu zawodowego magistra. W trakcie studiów w 1987 roku zapisała się do Koła Młodych przy Związku Kompozytorów Polskich i działała w nim do 1991 roku.
Bezpośrednio po otrzymaniu magisterium podjęła pracę na macierzystej uczelni na stanowisku młodszego wykładowcy (do 1991 roku). Trzy lata później została zatrudniona jako nauczycielka kształcenia słuchu i audycji muzycznych w Państwowej Szkole Muzycznej I stopnia im. Fryderyka Chopina w Kłodzku. W 2007 roku objęła stanowisko dyrektora tej placówki. W 2005 roku ukończyła studia podyplomowe z zakresu zarządzania placówkami oświatowymi i kulturalnymi na Akademii Muzycznej we Wrocławiu. Pracowała przez pewien czas jako nauczycielka przedmiotów teoretycznych w Państwowej Szkole Muzycznej I stopnia i II stopnia w Bystrzycy Kłodzkiej. W 2015 roku otrzymała za swoją dotychczasową działalność nagrodę II stopnia Dyrektora Centrum Edukacji Artystycznej w Warszawie.
Poza działalnością dydaktyczną współpracuje jako autorka artykułów o tematyce kulturalnej z lokalnym miesięcznikiem ziemi kłodzkiej - Gazetą Prowincjonalną.